# Samtgemeinde Emlichheim
La comunità amministrativa di Emlichheim (Samtgemeinde Emlichheim) si trova nel circondario della Contea di Bentheim nella Bassa Sassonia, in Germania.

## Suddivisione
Comprende 4 comuni:
1. Emlichheim
2. Hoogstede
3. Laar
4. Ringe

Il capoluogo è Emlichheim.